# Aéroport international de Tampa
L'aéroport international de Tampa (en anglais : Tampa International Airport), connu sous le nom d'aéroport municipal de Drew Field jusqu'en 1952 (code IATA : TPA • code OACI : KTPA), est un aéroport américain situé à Tampa, siège du comté de Hillsborough sur la côte occidentale de la Floride. Il est localisé à 9,7 km au nord-ouest du centre de Tampa et environ 300 km au nord-ouest de Miami, sur la baie de Tampa.
Il est le quatrième aéroport de l'État avec plus de 21 millions de passagers qui en font usage en 2018, derrière l'aéroport international d'Orlando, l'aéroport international de Miami et l'aéroport international de Fort Lauderdale-Hollywood. Plate-forme de correspondance pour Silver Airways, la plus grande compagnie aérienne à l'aéroport international de Tampa en nombre de passagers transportés est Southwest Airlines.

## Aménagements

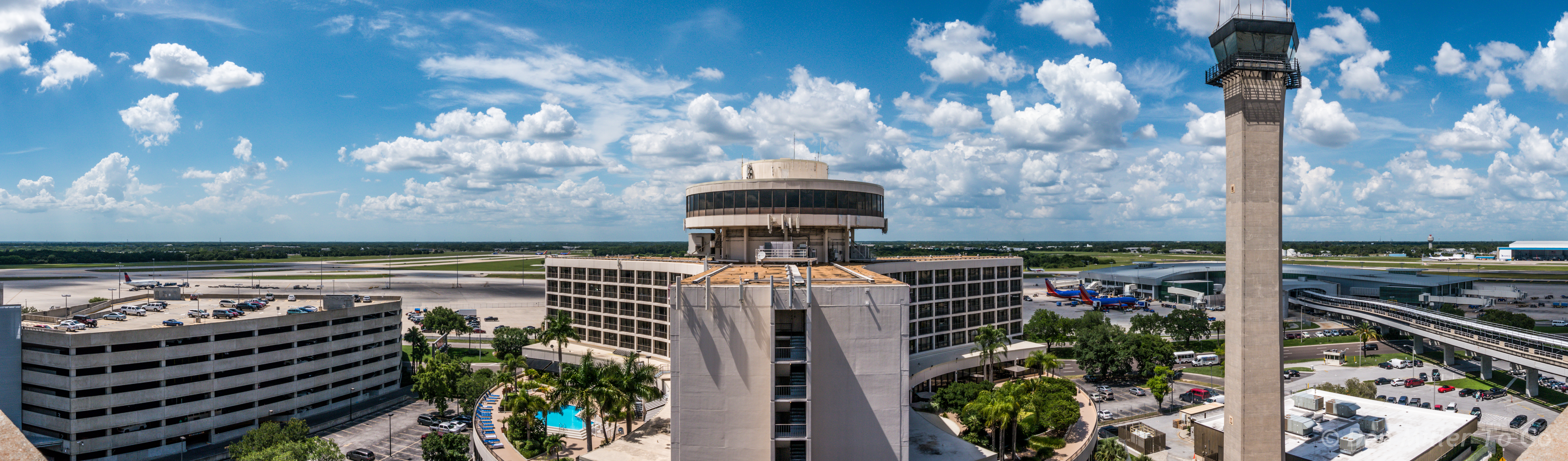
Vue générale de l'aéroport en 2015.

En conséquence du déplacement du Pôle Nord magnétique vers l'ouest qui entraîne une différence de 10° d'orientation par rapport au pôle, les pistes de l'aéroport doivent changer de nom en 2011, la piste 18L/36R est devenue 19L/1R. Il faut fermer chaque piste une semaine le temps de modifier la signalisation. L'aéroport comprend également un héliport d'une piste en asphalte de 30 mètres (100 ft).
Il possède un petit réseau de transports automatiques, sous forme de People Movers.

## Situation

### Carte des 30 principaux aéroports américains
| \| 500 km1:17 479 000 \| Atlanta Los Angeles Chicago · O'Hare Chicago · Midway Dallas · Fort Worth New York · JFK Newark · Liberty New York-LaGuardia Denver San Francisco Charlotte Las Vegas Phoenix Miami Houston Seattle Orlando Minneapolis · Saint-Paul Boston Détroit Philadelphie Fort Lauderdale · Hollywood Baltimore Washington · R. Reagan Washington · Dulles Salt Lake City San Diego Honolulu Tampa Portland |
| 500 km1:17 479 000 |

### Carte des aéroports de la Floride
| Daytona Beach Fort Lauderdale Fort Myers Gainesville Jacksonville Key West Orlando-Melbourne Miami Orlando Orlando-Sanford Panama City Pensacola Punta Gorda Sarasota-Bradenton St. Augustine St. Petersburg-Clearwater Tallahassee Tampa Valparaiso Palm Beach Naples Vero Beach |

## Statistiques
Le graphique qui aurait dû être présenté ici ne peut pas être affiché car il utilise l'ancienne extension Graph, désactivée pour des questions de sécurité. Des indications pour créer un nouveau graphique avec la nouvelle extension Chart sont disponibles ici.

Voir la requête brute et les sources sur Wikidata.

## Compagnies et destinations
En date de mai 2020, l'aéroport international de Tampa est desservi par les compagnies aériennes suivantes :
| Compagnies           | Destinations | Refs   |
| -------------------- | --- | ------ |
| Air Canada Rouge     | Toronto (Pearson) En saison : Halifax (Stanfield), Montréal (P.-E.-Trudeau), Ottawa (Macdonald-Cartier) | [ 3 ]  |
| Alaska Airlines      | Seattle-Tacoma | [ 4 ]  |
| American Airlines    | Charlotte-Douglas, Chicago-O'Hare, Dallas-Fort Worth, Miami, Philadelphie, Phoenix-Sky Harbor, Washington-Reagan |        |
| American Eagle       | En saison : New York-LaGuardia |        |
| British Airways      | Londres-Gatwick | [ 6 ]  |
| Cayman Airways       | Grand Cayman-O. Roberts | [ 7 ]  |
| Copa Airlines        | Panama-Tocumen | [ 8 ]  |
| Delta Air Lines      | Atlanta H.-Jackson, Boston Logan, Cincinnati-Northern Kentucky, Détroit, Los Angeles, Minneapolis-Saint-Paul, New York-John F. Kennedy, New York-LaGuardia, Salt Lake City, Seattle-Tacoma En saison : Amsterdam, Cancún | [ 10 ] |
| Delta Connection     | Raleigh-Durham En saison : Cincinnati-Northern Kentucky |        |
| Edelweiss Air        | Zurich | [ 11 ] |
| Frontier Airlines    | Buffalo-Niagara, Chicago-O'Hare, Cincinnati-Northern Kentucky, Cleveland-Hopkins, Denver, Las Vegas-Harry-Reid, Islip (Long Island Mac Arthur), Milwaukee-General Mitchell, Newark-Liberty, Philadelphie, Trenton (comté de Mercer) En saison : Atlanta H.-Jackson, Austin-Bergstrom, Grand Rapids-G. R. Ford, Minneapolis-Saint-Paul, Portland (Maine), Providence-T. F. Green, San Juan - Luis-Muñoz-Marín, Syracuse-Hancock | [ 13 ] |
| JetBlue              | Boston Logan, Cancún, Hartford-Bradley, New York-John F. Kennedy, Newark-Liberty, San Juan - Luis-Muñoz-Marín, Comté de Westchester | [ 14 ] |
| Lufthansa            | Francfort | [ 15 ] |
| Silver Airways       | Charleston (Caroline du Sud), Fort Lauderdale-Hollywood, Key West, Nassau L. Pindling, Pensacola, Tallahassee En saison : Marsh Harbour, North Eleuthera | [ 16 ] |
| Southwest Airlines   | - Albany, - Atlanta H.-Jackson, - Austin-Bergstrom, - Baltimore-T. Marshall, - Birmingham-Shuttlesworth, - Buffalo-Niagara, - Chicago-Midway, - Cleveland-Hopkins, - John Glenn Columbus, - Dallas-Love Field, - Denver, - Fort Lauderdale-Hollywood, - Hartford-Bradley, - La Havane-José Martí, - Houston-W. P. Hobby, - Indianapolis, - Kansas City, - Las Vegas-Harry-Reid, - Islip (Long Island Mac Arthur), - Louisville-Standiford Field, - Manchester (New Hampshire), - Memphis, - Milwaukee-General Mitchell, - Nashville, - La Nouvelle-Orléans-L. Armstrong, - New York-LaGuardia, - Philadelphie, - Phoenix-Sky Harbor, - Pittsburgh, - Providence-T. F. Green, - Raleigh-Durham, - Lambert-Saint Louis, - San Antonio, - San Juan - Luis-Muñoz-Marín, - Washington-Reagan En saison : - Cincinnati-Northern Kentucky, - Détroit, - Grand Rapids-G. R. Ford, - Los Angeles, - Minneapolis-Saint-Paul, - Richmond-Byrd Field, - Rochester (État de New York), - San Diego | [ 18 ] |
| Spirit Airlines      | - Atlanta H.-Jackson, - Atlantic City, - Baltimore-T. Marshall, - Chicago-O'Hare, - Cleveland-Hopkins, - Dallas-Fort Worth, - Détroit, - Fort Lauderdale-Hollywood, - Houston-George Bush, - Indianapolis, - Las Vegas-Harry-Reid, - Nashville, - La Nouvelle-Orléans-L. Armstrong, - Newark-Liberty, - San Juan - Luis-Muñoz-Marín En saison : - Akron-Canton, - Boston Logan, - John Glenn Columbus, - Hartford-Bradley, - Arnold Palmer (en), - Minneapolis-Saint-Paul, - New York-LaGuardia, - Philadelphie, - Pittsburgh | [ 19 ] |
| Sun Country Airlines | En saison : Madison (comté de Dane), Minneapolis-Saint-Paul, Lambert-Saint Louis | [ 20 ] |
| United Airlines      | Chicago-O'Hare, Denver, Houston-George Bush, Newark-Liberty, San Francisco, Washington-Dulles En saison : Cleveland-Hopkins | [ 21 ] |
| United Express       | En saison : Cleveland-Hopkins | [ 21 ] |
| WestJet              | Toronto (Pearson) En saison : Saint-Jean (Terre-Neuve), Vancouver | [ 22 ] |
| Virgin Atlantic      | Londres-Heathrow |        |